# Tiranas Universitet
Tiranas Universitet (albansk: Universiteti i Tiranës) er det ældste og største universitet i Albanien. Det blev grundlagt i 1957 som Tiranas Statsuniversitet ved en fusion af fem akademiske institutioner. 
41°19′00″N 19°49′18″Ø / 41.31667°N 19.82167°Ø
Universitetets hovedbygning blev oprindeligt opført som Casa di Fascio af italienerne i 1940'erne og er beliggende på Moder Teresa-pladsen syd for Tiranas centrum. Universitetet har ca. 14.000 studerende og 600 videnskabeligt ansatte.
Tiranas Universitet består af syv fakulteter: medicin, samfundsvidenskab, naturvidenskab, historie og filologi, jura, økonomi og fremmedsprog. 